# Bomba de combustible

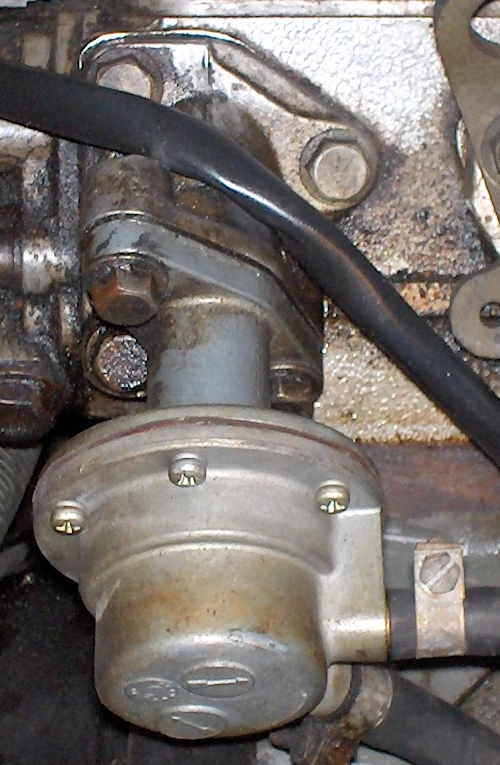
Bomba de combustible, instal·lada a la culata d'un motor.

Una  bomba de combustible  és un dispositiu que li lliura al fluid de treball o combustible l'energia necessària per desplaçar-se a través del carburador per entrar després un cop pulveritzat, a través de la vàlvula d'admissió cap a dintre del cilindre.
Les pressions amb les quals treballa la bomba depenen en gran manera del tipus de motor de que es tracti. Així, com més potència necessiti un motor, major quantitat de cilindres faran falta, per la qual cosa es necessitarà una bomba amb major capacitat de flux.